# Верментино
Верментино (на английски: Vermentino) е сорт грозде, който се използва за направата на бели вина.

## География
Отнася се към западноевропейските географски сортове грозде, като за негова родина се счита Испания. Този сорт се отглежда главно в Италия, Франция, Австралия, както и в Крим и Кавказ. Големи насаждения има на островите – Корсика и Сардиния.
Частично се отглежда в Португалия и в Калифорния. В България има нови насаждения в Старозагорско към Винарна „Александра“ и Бутиковата изба „Бетърхалф“.
Има разнообразни синоними в различните области – Agostenga, Agostenga blanc, Brustiano, Brustiano di Corsica, Carbes, Carbesso, Favorita, Favorita bianca, Favorita Bianca di Conegliano, Favorita d'Alba, Favorita di Alba, Favorita di Conegliano, Formentino, Fourmentin, Garbesso, Grosse Clarette, Malvasia a Bonifacio, Malvasia Grossa, Malvasie, Malvoisie, Malvoisie è Gros Grains, Malvoisie Corse, Malvoisie de Corse, Malvoisie Précoce d'Espagne, Piccabon, Piga, Pigato, Rolle, Rossese, Sibirkovski, Uva Sapaiola, Uva Vermentino, Valentin, Varlentin, Varresana bianca, Vennentino, Verlantin, Vermentini, Vermentino bianco, Vermentino Pigato, и Vermentinu.

## Характеристики
Силата на растежа на лозата е висока. Листата са средни или големи, петопръстни. Гроздовете са пирамидални и средно големи. Зърната са със среден размер, кръгли, зеленикаво-жълти. Добивът на грозде зависи от условията, но обикновено е висок. Отнася се към сортовете с късно зреене. Доста устойчив на болести. Сортът е взискателен към топлина и е слабо зимоустойчив. Полу-ароматен сорт. Добро съотношение на сладост и киселинност.

## Използване
Използва се в направата на десертни и трапезни вина.
Традиционно се използва в менюта с паста и риба.